# Лапач (Череповецкий район)
Лапач — деревня в Череповецком районе Вологодской области.
Входит в состав Югского сельского поселения (с 1 января 2006 года по 8 апреля 2009 года входила в Домозеровское сельское поселение), с точки зрения административно-территориального деления — в Домозеровский сельсовет.
Расстояние по автодороге до районного центра Череповца — 10 км, до центра муниципального образования Нового Домозерова — 15 км. Ближайшие населённые пункты — Юрьевец, Баскаково, Циково.
По переписи 2002 года население — 6 человек.